# Miejski Sort
Miejski Sort – polska grupa muzyczna wykonująca hip-hop. Powstała w 2011 roku z inicjatywy Dudka RPK, Kłyzy, Narczyka oraz Waruni. Debiutancki album zespołu zatytułowany Z podwórka dla podwórek ukazał się 11 maja 2013 roku nakładem Proper Records w dystrybucji firmy Fonografika. Nagrania dotarły do 38. miejsca zestawienia OLiS. Do roku 2013 grupę tworzyło czterech członków, lecz w wyniku nieporozumień Narczyk musiał opuścić zespół. 
W maju 2020 roku na zawał serca zmarł członek grupy Kłyza.

## Dyskografia
Albumy
| Z podwórka dla podwórek     | - Data: 11 maja 2013 - Wydawca: Proper Records/Fonografika | 38 |
| Gry wszystkich miast        | - Data: 20 listopada 2015 - Wydawca: Fonografika           | —  |
| "—" album nie był notowany. |                                                            |    |

Występy gościnne
| Album                                               | Rok  | Utwór                                                                                                   | Źródło |
| --------------------------------------------------- | ---- | --- | ------ |
| DDK RPK - Słowo dla ludzi cz.2: codzienność         | 2011 | "W dobrą stronę" (gościnnie Grabson, Miejski Sort, TPS, Suhy ENKATE, Arturo, Dawidzior, HDS, Bonus RPK) | [ 5 ]  |
| NWS - NWS Produkcja Mixtape 2012                    | 2013 | "Mixtape" (gościnnie: Miejski Sort)                                                                     | [ 6 ]  |
| Bosski Roman - TheRapYa Szokowa Dozwolona Od Lat 18 | 2014 | "Nie Zapomnij" (gościnnie: Miejski Sort)                                                                | [ 7 ]  |
| DMK - Wolny                                         | 2015 | "Plan Na Życie" (gościnnie: Miejski Sort)                                                               | [ 8 ]  |
| Drużyna Mistrzów 3 (kompilacja)                     | 2015 | Miejski Sort & Bosski Roman - "Na Jeden Wokal"                                                          | [ 9 ]  |